# Jugoslavija na Svetovnem prvenstvu v hokeju na ledu 1955
Jugoslavija je na Svetovnem prvenstvu v hokeju na ledu 1955 B, ki je potekalo med 25. februarjem in 6. marcem 1955 v Zvezni republiki Nemčiji, z zmagamo in štirimi porazi osvojila peto mesto.

## Postava
Dušanovič – Marusa – Kovačevič – Ernest Aljančič – Mijuskovič – Dragovič – Boris Reno – Pecl – Brelič – Pogorelec – Cucek – Miocka – Mauvrin – Krajčič – Uršič

## Tekme
| 25. februar 1955 | Avstrija | 3–2 | Jugoslavija | Dortmund |

| Poročilo tekme | Poročilo tekme | Poročilo tekme | Poročilo tekme | Poročilo tekme |
| -------------- | -------------- | -------------- | -------------- | -------------- |
|                |                | (1:1,1:1,1:0)  |                |                |

| 28. februar 1955 | Jugoslavija | 5–2 | Belgija | Krefeld |

| Poročilo tekme | Poročilo tekme | Poročilo tekme | Poročilo tekme | Poročilo tekme |
| -------------- | -------------- | -------------- | -------------- | -------------- |
|                |                | (0:0,4:1,1:1)  |                |                |

| 2. marec 1955 | Zahodna Nemčija | 5–1 | Jugoslavija | Düsseldorf |

| Poročilo tekme | Poročilo tekme | Poročilo tekme | Poročilo tekme | Poročilo tekme |
| -------------- | -------------- | -------------- | -------------- | -------------- |
|                |                | (4:0,0:0,1:1)  |                |                |

| 4. marec 1955 | Italija | 9–1 | Jugoslavija | Köln |

| Poročilo tekme | Poročilo tekme | Poročilo tekme | Poročilo tekme | Poročilo tekme         |
| -------------- | -------------- | -------------- | -------------- | ---------------------- |
|                |                | (3:1,4:0,2:0)  |                | Sodnik: Ierzy Zarzicki |

| 6. marec 1955 | Nizozemska | 9–1 | Jugoslavija | Krefeld |

| Poročilo tekme | Poročilo tekme | Poročilo tekme | Poročilo tekme | Poročilo tekme |
| -------------- | -------------- | -------------- | -------------- | -------------- |
|                |                | (3:1,2:0,4:0)  |                |                |